# Cistostomia suprapúbica
Cistostomia suprapúbica ou vesicostomia é uma conexão criada cirurgicamente entre a bexiga urinária e a pele a qual é utilizada para drenar urina da bexiga em indivíduos com obstrução do fluxo urinário normal. O fluxo urinário pode estar bloqueado por aumento da próstata (hiperplasia prostática benigna), lesão traumática da uretra, doenças congênitas do trato urinário ou por obstruções como pedras nos rins que passaram para a uretra e câncer.